# Petit Le Mans 2015
Navigation
Édition précédente Édition suivante

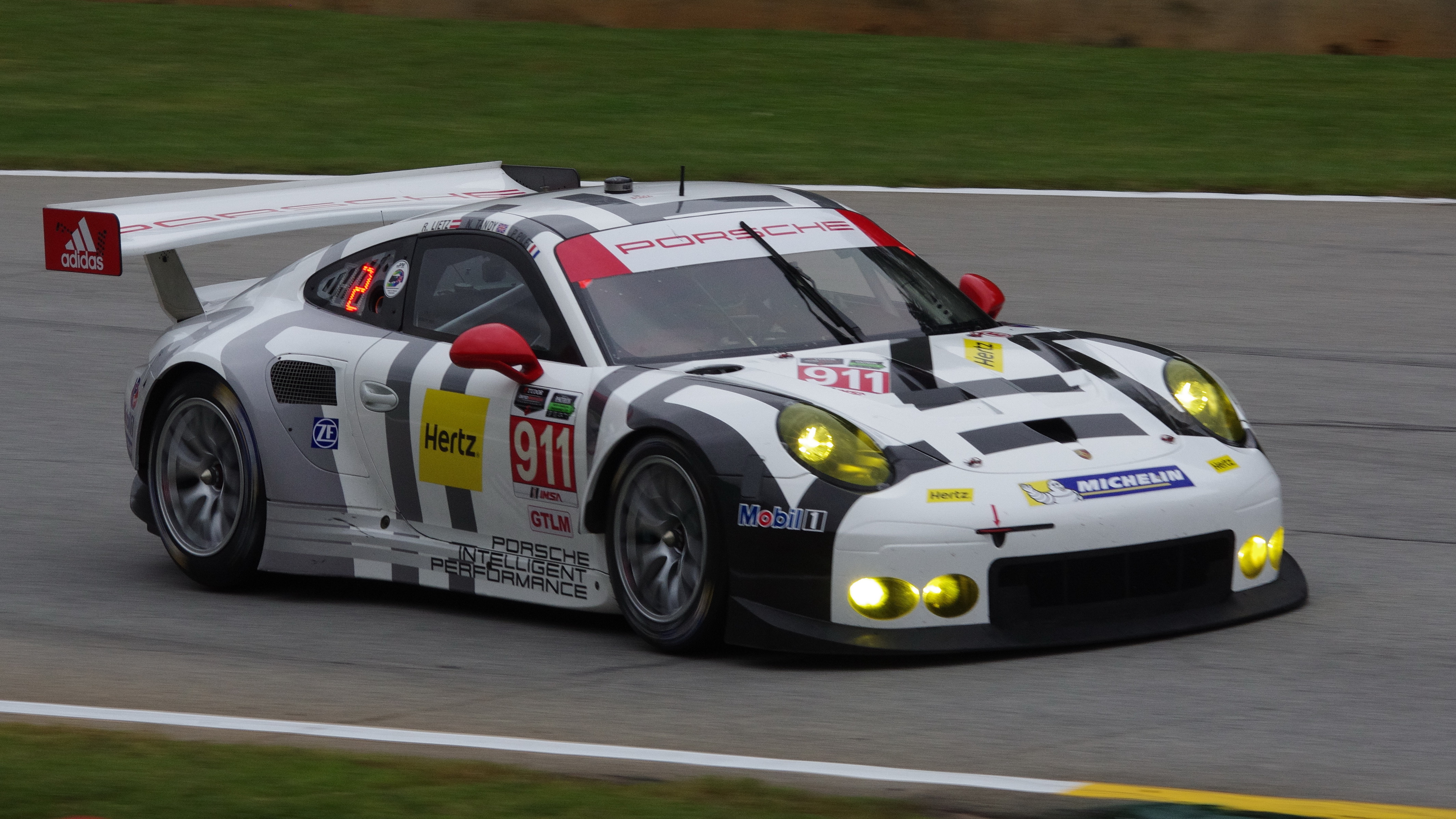
Porsche 911 victorieuse aux Petit Le Mans 2015.

La 18e édition du Petit Le Mans s'est déroulée du 1er octobre 2015 au 3 octobre 2015 sur le circuit de Road Atlanta est la dernière manche du TUDOR SportsCar Championship 2015.
À cause des conditions météorologiques, la course a été écourtée et a duré seulement huit heures au lieu des 10 heures originellement prévues. La course est remportée par une Porsche 911 RSR du Porsche North America, pilotée par Richard Lietz, Patrick Pilet et Nick Tandy. C'est la première fois depuis les 24 Heures de Daytona 2003 qu'un prototype ne gagne pas une épreuve.

## Engagés
La liste officielle des engagés était composée de 37 voitures, dont 9 en Prototype, 8 en Prototype Challenge, 8 en GTLM et 12 en GTD.

## Qualifications

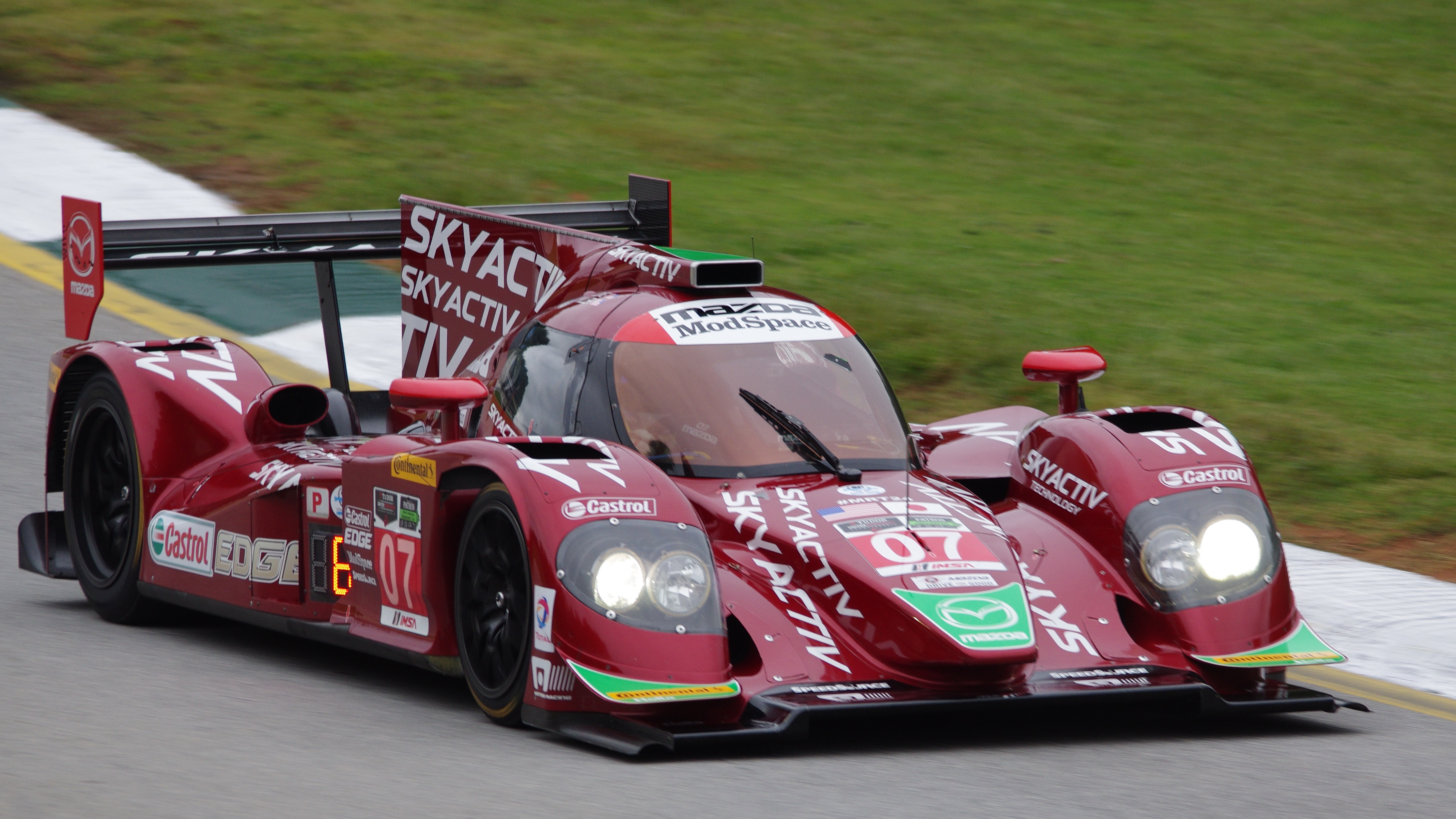
SpeedSource - Petit Le Mans 2015

Résultats des qualifications :
| Pos.  | Classe | No. | Équipe                         | Voiture                        | Pilote                | Temps          | Grille |
| ----- | ------ | --- | ------------------------------ | ------------------------------ | --------------------- | -------------- | ------ |
| 1     | P      | 90  | VisitFlorida.com Racing        | Coyote Corvette DP             | Richard Westbrook     | 1 min 27 s 860 | 1      |
| 2     | P      | 5   | Action Express Racing          | Coyote Corvette DP             | Christian Fittipaldi  | 1 min 28 s 920 | 2      |
| 3     | P      | 01  | Chip Ganassi Racing            | Ford EcoBoost Riley Mk XXVI DP | Joey Hand             | 1 min 29 s 627 | 3      |
| 4     | P      | 10  | Wayne Taylor Racing            | Coyote Corvette DP             | Ricky Taylor          | 1 min 30 s 621 | 4      |
| 5     | P      | 31  | Action Express Racing          | Coyote Corvette DP             | Dane Cameron          | 1 min 30 s 884 | 5      |
| 6     | PC     | 52  | PR1/Mathiasen Motorsports      | Oreca FLM09                    | Tom Kimber-Smith      | 1 min 32 s 378 | 6      |
| 7     | PC     | 16  | BAR1 Motorsports               | Oreca FLM09                    | Johnny Mowlem         | 1 min 32 s 924 | 7      |
| 8     | PC     | 11  | Rocketsports Racing            | Oreca FLM09                    | Chris Cumming         | 1 min 35 s 825 | 8      |
| 9     | PC     | 85  | JDC-Miller Motorsports         | Oreca FLM09                    | Chris Miller          | 1 min 36 s 838 | 9      |
| 10    | PC     | 8   | Starworks Motorsport           | Oreca FLM09                    | Mirco Schultis        | 1 min 38 s 120 | 10     |
| 11    | P      | 0   | DeltaWing Racing               | DeltaWing DWC13                | Katherine Legge       | 1 min 39 s 618 | 11     |
| 12    | PC     | 54  | CORE Autosport                 | Oreca FLM09                    | Jon Bennett           | 1 min 42 s 775 | 12     |
| 13    | P      | 60  | Michael Shank Racing           | Honda HPD Ligier JS P2         | Oswaldo Negri Jr.     | --             | 13     |
| 14    | P      | 07  | SpeedSource                    | Mazda Prototype                | Tom Long              | --             | 14     |
| 15    | P      | 70  | SpeedSource                    | Mazda Prototype                | Tristan Nunez         | --             | 15     |
| 16**  | PC     | 88  | Starworks Motorsport           | Oreca FLM09                    | Alex Popow            | --             | 16     |
| 17    | GTLM   | 4   | Corvette Racing                | Chevrolet Corvette C7.R        | Oliver Gavin          | 1 min 31 s 685 | 17     |
| 18    | GTLM   | 24  | BMW Team RLL                   | BMW Z4 GTE (en)                | Lucas Luhr            | 1 min 31 s 763 | 18     |
| 19    | GTLM   | 62  | Risi Competizione              | Ferrari F458 Italia            | Giancarlo Fisichella  | 1 min 32 s 989 | 19     |
| 20    | GTLM   | 25  | BMW Team RLL                   | BMW Z4 GTE (en)                | Bill Auberlen         | 1 min 33 s 680 | 20     |
| 21    | GTLM   | 3   | Corvette Racing                | Chevrolet Corvette C7.R        | Antonio García        | 1 min 33 s 773 | 21     |
| 22    | GTD    | 93  | Riley Motorsports              | Dodge Viper GT3-R              | Cameron Lawrence (en) | 1 min 38 s 295 | 22     |
| 23    | GTD    | 73  | Park Place Motorsports         | Porsche 911 GT America         | Spencer Pumpelly      | 1 min 38 s 886 | 23     |
| 24    | GTD    | 22  | Alex Job Racing                | Porsche 911 GT America         | Leh Keen              | 1 min 38 s 899 | 24     |
| 25    | GTD    | 45  | Flying Lizard Motorsports      | Audi R8 LMS                    | Guy Cosmo             | 1 min 41 s 604 | 25     |
| 26    | GTD    | 33  | Riley Motorsports              | Dodge Viper GT3-R              | Ben Keating           | 1 min 41 s 698 | 26     |
| 27    | GTD    | 63  | Scuderia Corsa                 | Ferrari F458 Italia            | Jeff Segal            | 1 min 41 s 698 | 27     |
| 28    | GTD    | 64  | Scuderia Corsa                 | Ferrari F458 Italia            | Daniel Serra          | 1 min 42 s 627 | 28     |
| 29    | GTD    | 007 | TRG-AMR North America          | Aston Martin V12 Vantage       | Christina Nielsen     | 1 min 42 s 911 | 29     |
| 30    | GTD    | 48  | Paul Miller Racing             | Audi R8 LMS                    | Dion von Moltke       | 1 min 43 s 620 | 30     |
| 31    | GTD    | 23  | Team Seattle / Alex Job Racing | Porsche 911 GT America         | Mario Farnbacher      | 1 min 44 s 320 | 31     |
| 32    | GTD    | 44  | Magnus Racing                  | Porsche 911 GT America         | John Potter           | 1 min 47 s 000 | 32     |
| 33    | GTD    | 97  | Turner Motorsport              | BMW Z4                         | Michael Marsal        | --             | 33     |
| 34    | GTLM   | 17  | Team Falken Tire               | Porsche 911 RSR                | Bryan Sellers         | --             | 34     |
| 35**  | GTLM   | 911 | Porsche North America          | Porsche 911 RSR                | Nick Tandy            | --             | 35     |
| 36**  | GTLM   | 912 | Porsche North America          | Porsche 911 RSR                | Earl Bamber           | --             | 36     |
| 37*** | PC     | 38  | Performance Tech Motorsports   | Oreca FLM09                    |                       | --             | 37     |

'**' : Les voitures n'ayant pas été inspectées techniquement à l'issue des qualifications commenceront à la fin de leur catégorie

'***' : La voiture n°38 ne commencera pas la course

## Classement de la course
Voici le classement au terme de la course
- Les vainqueurs de chaque catégorie sont signalés par un fond jauni.
- Pour la colonne Pneus, il faut passer le curseur au-dessus du modèle pour connaître le manufacturier de pneumatiques.

| Pos | Cat  | Pc | n°  | Équipe                         | Pilotes                                                   | Châssis                                  | Pneus | Tours       |
| Pos | Cat  | Pc | n°  | Équipe                         | Pilotes                                                   | Moteur                                   | Pneus | Tours       |
| --- | ---- | -- | --- | ------------------------------ | --------------------------------------------------------- | ---------------------------------------- | ----- | ----------- |
| 1   | GTLM | 1  | 911 | Porsche North America          | Nick Tandy Patrick Pilet Richard Lietz                    | Porsche 911 RSR                          | M     | 199         |
| 1   | GTLM | 1  | 911 | Porsche North America          | Nick Tandy Patrick Pilet Richard Lietz                    | Porsche 4.0 L Flat-6                     | M     | 199         |
| 2   | GTLM | 2  | 24  | BMW Team RLL                   | John Edwards Lucas Luhr Jens Klingmann                    | BMW Z4 GTE (en)                          | M     | + 5 s 475   |
| 2   | GTLM | 2  | 24  | BMW Team RLL                   | John Edwards Lucas Luhr Jens Klingmann                    | BMW 4.4 L V8                             | M     | + 5 s 475   |
| 3   | P    | 1  | 5   | Action Express Racing          | João Barbosa Christian Fittipaldi Sébastien Bourdais      | Coyote Corvette DP                       | C     | + 8 s 524   |
| 3   | P    | 1  | 5   | Action Express Racing          | João Barbosa Christian Fittipaldi Sébastien Bourdais      | Chevrolet LS9 5.5 L V8                   | C     | + 8 s 524   |
| 4   | P    | 2  | 01  | Chip Ganassi Racing            | Joey Hand Scott Pruett Scott Dixon                        | Riley Mk XXVI DP                         | C     | + 8 s 773   |
| 4   | P    | 2  | 01  | Chip Ganassi Racing            | Joey Hand Scott Pruett Scott Dixon                        | Ford EcoBoost 3.5 L Turbo V6             | C     | + 8 s 773   |
| 5   | P    | 3  | 31  | Action Express Racing          | Eric Curran Dane Cameron Max Papis                        | Coyote Corvette DP                       | C     | + 9 s 908   |
| 5   | P    | 3  | 31  | Action Express Racing          | Eric Curran Dane Cameron Max Papis                        | Chevrolet LS9 5.5 L V8                   | C     | + 9 s 908   |
| 6   | GTLM | 3  | 4   | Corvette Racing                | Oliver Gavin Tommy Milner Ryan Briscoe                    | Chevrolet Corvette C7.R                  | M     | + 11 s 764  |
| 6   | GTLM | 3  | 4   | Corvette Racing                | Oliver Gavin Tommy Milner Ryan Briscoe                    | Chevrolet LT5.5 5.5 L V8                 | M     | + 11 s 764  |
| 7   | P    | 4  | 10  | Wayne Taylor Racing            | Ricky Taylor Jordan Taylor Max Angelelli                  | Coyote Corvette DP                       | C     | + 13 s 378  |
| 7   | P    | 4  | 10  | Wayne Taylor Racing            | Ricky Taylor Jordan Taylor Max Angelelli                  | Chevrolet LS9 5.5 L V8                   | C     | + 13 s 378  |
| 8   | GTLM | 4  | 25  | BMW Team RLL                   | Bill Auberlen Dirk Werner Augusto Farfus                  | BMW Z4 GTE (en)                          | M     | + 14 s 446  |
| 8   | GTLM | 4  | 25  | BMW Team RLL                   | Bill Auberlen Dirk Werner Augusto Farfus                  | BMW 4.4 L V8                             | M     | + 14 s 446  |
| 9   | GTLM | 5  | 62  | Risi Competizione              | Pierre Kaffer Giancarlo Fisichella Toni Vilander          | Ferrari F458 Italia                      | M     | + 20 s 840  |
| 9   | GTLM | 5  | 62  | Risi Competizione              | Pierre Kaffer Giancarlo Fisichella Toni Vilander          | Ferrari 4.5 L V8                         | M     | + 20 s 840  |
| 10  | GTLM | 6  | 3   | Corvette Racing                | Jan Magnussen Antonio García Ryan Briscoe                 | Chevrolet Corvette C7.R                  | M     | + 1 tour    |
| 10  | GTLM | 6  | 3   | Corvette Racing                | Jan Magnussen Antonio García Ryan Briscoe                 | Chevrolet LT5.5 5.5 L V8                 | M     | + 1 tour    |
| 11  | GTLM | 7  | 17  | Team Falken Tire               | Bryan Sellers Wolf Henzler Patrick Long                   | Porsche 911 RSR                          | F     | + 2 tours   |
| 11  | GTLM | 7  | 17  | Team Falken Tire               | Bryan Sellers Wolf Henzler Patrick Long                   | Porsche 4.0 L Flat-6                     | F     | + 2 tours   |
| 12  | P    | 5  | 90  | VisitFlorida.com Racing        | Richard Westbrook Michael Valiante Mike Rockenfeller      | Coyote Corvette DP                       | C     | + 2 tours   |
| 12  | P    | 5  | 90  | VisitFlorida.com Racing        | Richard Westbrook Michael Valiante Mike Rockenfeller      | Chevrolet LS9 5.5 L V8                   | C     | + 2 tours   |
| 13  | GTLM | 8  | 912 | Porsche North America          | Jörg Bergmeister Earl Bamber Frédéric Makowiecki          | Porsche 911 RSR                          | M     | + 3 tours   |
| 13  | GTLM | 8  | 912 | Porsche North America          | Jörg Bergmeister Earl Bamber Frédéric Makowiecki          | Porsche 4.0 L Flat-6                     | M     | + 3 tours   |
| 14  | PC   | 1  | 52  | PR1/Mathiasen Motorsports      | Mike Guasch Tom Kimber-Smith Andrew Palmer (en)           | Oreca FLM09                              | C     | + 5 tours   |
| 14  | PC   | 1  | 52  | PR1/Mathiasen Motorsports      | Mike Guasch Tom Kimber-Smith Andrew Palmer (en)           | Chevrolet 6.2 L V8                       | C     | + 5 tours   |
| 15  | PC   | 2  | 8   | Starworks Motorsport           | Renger van der Zande Mike Hedlund (en) Mirco Schultis     | Oreca FLM09                              | C     | + 5 tours   |
| 15  | PC   | 2  | 8   | Starworks Motorsport           | Renger van der Zande Mike Hedlund (en) Mirco Schultis     | Chevrolet 6.2 L V8                       | C     | + 5 tours   |
| 16  | PC   | 3  | 16  | BAR1 Motorsports               | Marc Drumwright Tomy Drissi Don Yount Johnny Mowlem       | Oreca FLM09                              | C     | + 6 tours   |
| 16  | PC   | 3  | 16  | BAR1 Motorsports               | Marc Drumwright Tomy Drissi Don Yount Johnny Mowlem       | Chevrolet 6.2 L V8                       | C     | + 6 tours   |
| 17  | GTD  | 1  | 73  | Park Place Motorsports         | Patrick Lindsey Spencer Pumpelly Madison Snow             | Porsche 911 GT America                   | C     | + 7 tours   |
| 17  | GTD  | 1  | 73  | Park Place Motorsports         | Patrick Lindsey Spencer Pumpelly Madison Snow             | Porsche 4.0 L Flat-6                     | C     | + 7 tours   |
| 18  | GTD  | 2  | 44  | Magnus Racing                  | John Potter Andy Lally Robert Renauer                     | Porsche 911 GT America                   | C     | + 7 tours   |
| 18  | GTD  | 2  | 44  | Magnus Racing                  | John Potter Andy Lally Robert Renauer                     | Porsche 4.0 L Flat-6                     | C     | + 7 tours   |
| 19  | GTD  | 3  | 93  | Riley Motorsports              | Al Carter Marc Goossens Cameron Lawrence (en)             | Dodge Viper GT3-R                        | C     | + 7 tours   |
| 19  | GTD  | 3  | 93  | Riley Motorsports              | Al Carter Marc Goossens Cameron Lawrence (en)             | Dodge 8.0 L V10                          | C     | + 7 tours   |
| 20  | GTD  | 4  | 63  | Scuderia Corsa                 | Bill Sweedler Townsend Bell Jeff Segal                    | Ferrari F458 Italia                      | C     | + 7 tours   |
| 20  | GTD  | 4  | 63  | Scuderia Corsa                 | Bill Sweedler Townsend Bell Jeff Segal                    | Ferrari 4.5 L V8                         | C     | + 7 tours   |
| 21  | GTD  | 5  | 45  | Flying Lizard Motorsports      | Guy Cosmo Robert Thorne Colin Thompson (en)               | Audi R8 LMS                              | C     | + 7 tours   |
| 21  | GTD  | 5  | 45  | Flying Lizard Motorsports      | Guy Cosmo Robert Thorne Colin Thompson (en)               | Audi 5.2 L V10                           | C     | + 7 tours   |
| 22  | GTD  | 6  | 64  | Scuderia Corsa                 | Jeff Westphal Daniel Serra Matteo Cressoni                | Ferrari F458 Italia                      | C     | + 7 tours   |
| 22  | GTD  | 6  | 64  | Scuderia Corsa                 | Jeff Westphal Daniel Serra Matteo Cressoni                | Ferrari 4.5 L V8                         | C     | + 7 tours   |
| 23  | GTD  | 7  | 23  | Team Seattle / Alex Job Racing | Ian James Mario Farnbacher Alex Riberas                   | Porsche 911 GT America                   | C     | + 7 tours   |
| 23  | GTD  | 7  | 23  | Team Seattle / Alex Job Racing | Ian James Mario Farnbacher Alex Riberas                   | Porsche 4.0 L Flat-6                     | C     | + 7 tours   |
| 24  | GTD  | 8  | 22  | Alex Job Racing                | Cooper MacNeil Leh Keen Andrew Davis                      | Porsche 911 GT America                   | C     | + 7 tours   |
| 24  | GTD  | 8  | 22  | Alex Job Racing                | Cooper MacNeil Leh Keen Andrew Davis                      | Porsche 4.0 L Flat-6                     | C     | + 7 tours   |
| 25  | GTD  | 9  | 007 | TRG-AMR North America          | Christina Nielsen Kuno Wittmer Brandon Davis              | Aston Martin V12 Vantage                 | C     | + 8 tours   |
| 25  | GTD  | 9  | 007 | TRG-AMR North America          | Christina Nielsen Kuno Wittmer Brandon Davis              | Aston Martin 6.0 L V12                   | C     | + 8 tours   |
| 26  | GTD  | 10 | 48  | Paul Miller Racing             | Christopher Haase Dion von Moltke Bryce Miller            | Audi R8 LMS                              | C     | + 8 tours   |
| 26  | GTD  | 10 | 48  | Paul Miller Racing             | Christopher Haase Dion von Moltke Bryce Miller            | Audi 5.2 L V10                           | C     | + 8 tours   |
| 27  | GTD  | 11 | 97  | Turner Motorsport              | Michael Marsal Markus Palttala Andy Priaulx Billy Johnson | BMW Z4                                   | C     | + 10 tours  |
| 27  | GTD  | 11 | 97  | Turner Motorsport              | Michael Marsal Markus Palttala Andy Priaulx Billy Johnson | BMW 4.4 L V8                             | C     | + 10 tours  |
| 28  | GTD  | 12 | 33  | Riley Motorsports              | Ben Keating Jeroen Bleekemolen Sebastiaan Bleekemolen     | Dodge Viper GT3-R                        | C     | + 14 tours  |
| 28  | GTD  | 12 | 33  | Riley Motorsports              | Ben Keating Jeroen Bleekemolen Sebastiaan Bleekemolen     | Dodge 8.0 L V10                          | C     | + 14 tours  |
| 29  | PC   | 4  | 54  | CORE Autosport                 | Jon Bennett Colin Braun Anthony Lazzaro                   | Oreca FLM09                              | C     | + 25 tours  |
| 29  | PC   | 4  | 54  | CORE Autosport                 | Jon Bennett Colin Braun Anthony Lazzaro                   | Chevrolet 6.2 L V8                       | C     | + 25 tours  |
| 30  | P    | 6  | 07  | SpeedSource                    | Tom Long Joel Miller                                      | Mazda Prototype                          | C     | Abandon     |
| 30  | P    | 6  | 07  | SpeedSource                    | Tom Long Joel Miller                                      | Mazda Skyactiv-D 2.2 L Turbo I4 (Diesel) | C     | Abandon     |
| 31  | P    | 7  | 70  | SpeedSource                    | Tristan Nunez Jonathan Bomarito Sylvain Tremblay          | Mazda Prototype                          | C     | Abandon     |
| 31  | P    | 7  | 70  | SpeedSource                    | Tristan Nunez Jonathan Bomarito Sylvain Tremblay          | Mazda Skyactiv-D 2.2 L Turbo I4 (Diesel) | C     | Abandon     |
| 32  | PC   | 5  | 85  | JDC-Miller Motorsports         | Misha Goikhberg Chris Miller Rusty Mitchell (en)          | Oreca FLM09                              | C     | Abandon     |
| 32  | PC   | 5  | 85  | JDC-Miller Motorsports         | Misha Goikhberg Chris Miller Rusty Mitchell (en)          | Chevrolet 6.2 L V8                       | C     | Abandon     |
| 33  | P    | 8  | 0   | DeltaWing Racing               | Memo Rojas Katherine Legge Andy Meyrick                   | DeltaWing DWC13                          | C     | Abandon     |
| 33  | P    | 8  | 0   | DeltaWing Racing               | Memo Rojas Katherine Legge Andy Meyrick                   | Élan 1.9 L Turbo I4                      | C     | Abandon     |
| 34  | PC   | 6  | 11  | Rocketsports Racing            | Bruno Junqueira Chris Cumming Gustavo Menezes             | Oreca FLM09                              | C     | Abandon     |
| 34  | PC   | 6  | 11  | Rocketsports Racing            | Bruno Junqueira Chris Cumming Gustavo Menezes             | Chevrolet 6.2 L V8                       | C     | Abandon     |
| 35  | P    | 9  | 60  | Michael Shank Racing           | John Pew (en) Oswaldo Negri Jr. Matthew McMurry           | Ligier JS P2                             | C     | Abandon     |
| 35  | P    | 9  | 60  | Michael Shank Racing           | John Pew (en) Oswaldo Negri Jr. Matthew McMurry           | Honda HPD HR28TT 2.8 L Turbo V6          | C     | Abandon     |
| 36  | PC   | 7  | 88  | Starworks Motorsport           | Alex Popow Sean Rayhall John Falb                         | Oreca FLM09                              | C     | Abandon     |
| 36  | PC   | 7  | 88  | Starworks Motorsport           | Alex Popow Sean Rayhall John Falb                         | Chevrolet 6.2 L V8                       | C     | Abandon     |
| 37  | PC   | 8  | 38  | Performance Tech Motorsports   | James French Jerome Mee Conor Daly                        | Oreca FLM09                              | C     | Non partant |
| 37  | PC   | 8  | 38  | Performance Tech Motorsports   | James French Jerome Mee Conor Daly                        | Chevrolet 6.2 L V8                       | C     | Non partant |